# 妹榜妹留
妹榜妹留（苗语：Mais Bangx Mais Lief），又译作蝴蝶妈妈，是苗族传统信仰神话中的最高始祖。
据苗族创世神话《苗族古歌·枫木歌》（hxak Det Mangx Ngul）所述，妹榜妹留从枫树心中生出，此后与水泡交配生下了十二个蛋，从中诞生了人类始祖姜央（Jangx Vangb）（有學者認為即蚩尤）兄妹以及雷（Hob）（有學者認為即黃帝）、龙（Vongx）、虎（Xed）等神怪、野兽，因而她也是人、神、兽的共同祖先，而在苗族服飾與圖騰上，「楓木」和「蝴蝶」也都是不可或缺的重要元素。